# A dos Francos
A dos Francos es una freguesia portuguesa del municipio de Caldas da Rainha y a la región Oeste, con 19,78 km² de superficie. Su densidad de población es de 90,8 hab/km².